# Vouécourt
Vouécourt település Franciaországban, Haute-Marne megyében. Lakosainak száma 208 fő (2022. január 1.). Vouécourt Roches-Bettaincourt, Doulaincourt-Saucourt, Froncles, Soncourt-sur-Marne, Viéville és Vignory községekkel határos.

## Népesség
A település népessége az elmúlt években az alábbi módon változott:
| Lakosok száma | 251  | 178  | 209  | 228  | 212  | 210  | 207  | 202  | 204  | 208  |
|               | 1968 | 1982 | 1990 | 2006 | 2013 | 2015 | 2017 | 2019 | 2020 | 2022 |